# لونا (هلسینکی)

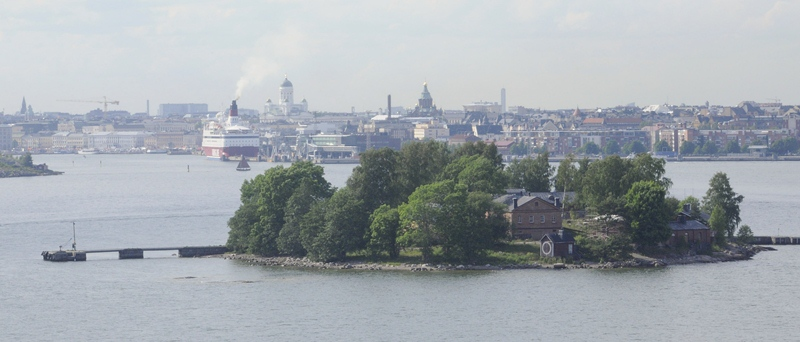
نمایی از لونا در دریا

لونا (سوئدی: Lonnan) یک جزیره کوچک در نزدیکی هلسینکی، و متعلق به ناحیه سوئومن‌لینا است. لونا حدود ۱۵۰ متر طول دارد و فاصله آن تا خشکی حدود ۱٫۵ کیلومتر است.
این جزیره تا اوایل قرن بیست و یکم توسط نیروهای دفاعی فنلاند استفاده می‌شد. بازسازی جزیره برای استفاده‌های دیگر در قرن بیست و یکم آغاز شد و در سال ۲۰۱۴ این جزیره به روی عموم باز شد. این جزیره در حال حاضر دارای یک رستوران تابستانی و سفارشی، یک فضای نمایشگاهی و یک سونای عمومی است. این جزیره توسط یک کشتی توریستی خدمات رسانی می‌شود.

## پیشینه

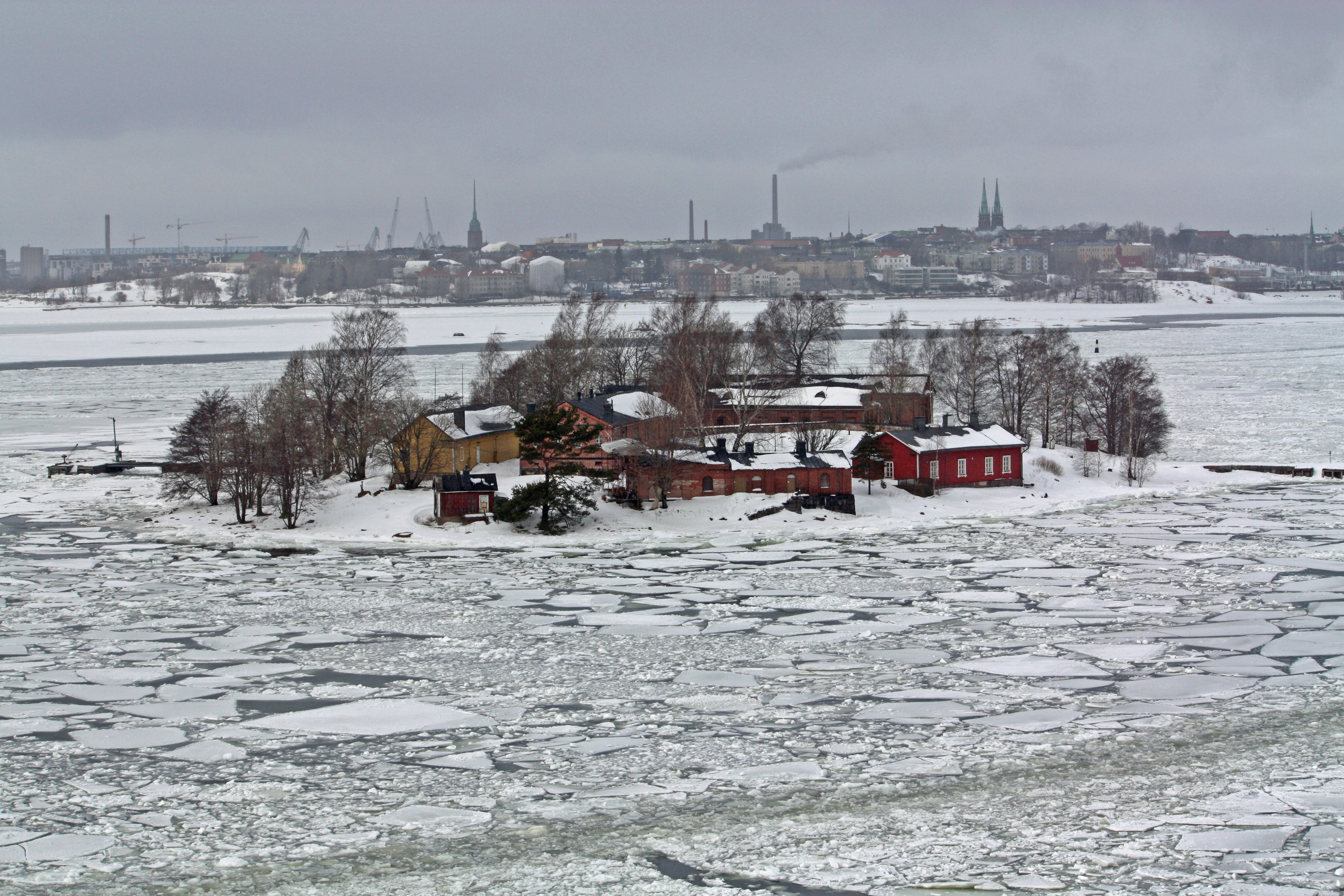
لونا در زمستان

در زمان فنلاند تحت حاکمیت سوئد، لونا متعلق به شهر هلسینکی بود. در طول جنگ فنلاند، چندین بار مذاکراتی در مورد تسلیم قلعه ویاپوری در جزیره انجام شد. به همین دلیل در زمان حکومت روسیه این جزیره را جزیره پرگوورنی می‌نامیدند.
در طول سال‌های جنگ و پس از آن، تا سال ۱۹۵۵، یک ایستگاه مین‌زدایی در جزیره مربوط به خنثی کردن مین دریایی وجود داشت. در سال ۲۰۰۶، جزیره به عنوان زندان و اردوگاه کار بازسازی شد. هدف این بود که ساختمان‌های سابق نیروهای دفاعی فنلاند عملیاتی بمانند. در می ۲۰۱۴، این جزیره به روی عموم باز شد.

## امروز

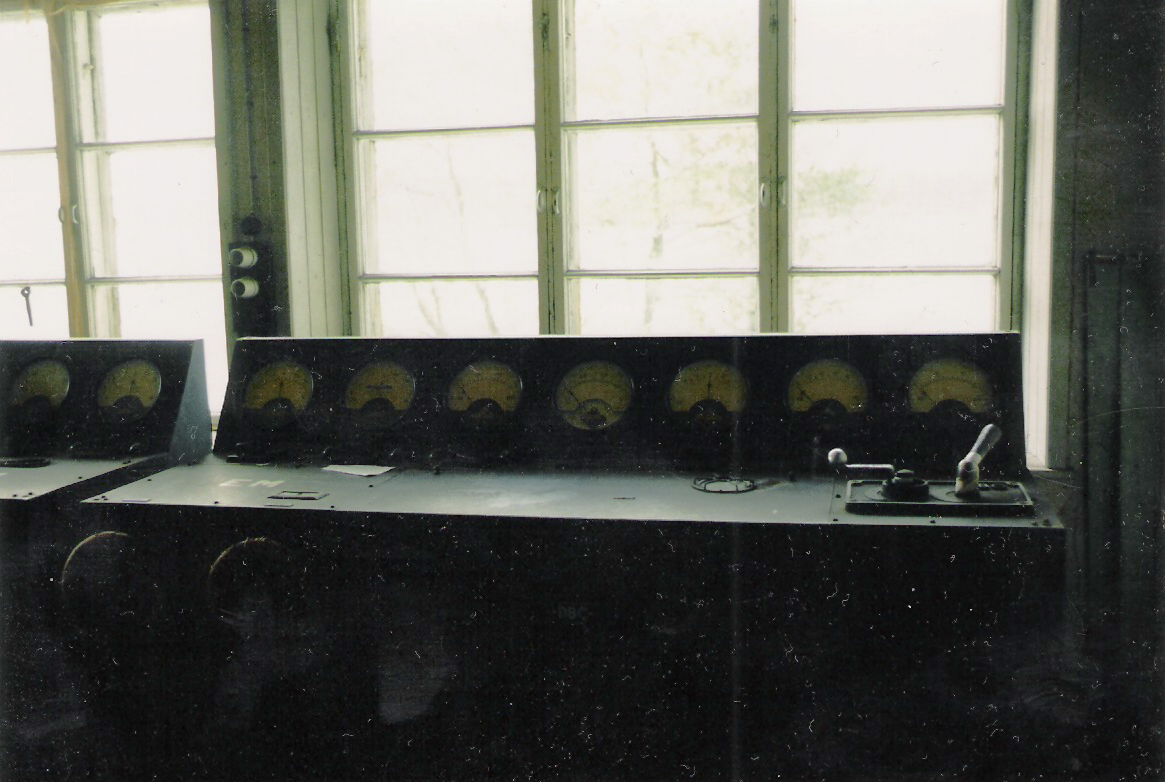
ایستگاه مغناطیس زدایی و مین روبی لونا

از آنجایی که معادن معدنی در جزیره وجود دارد که تقریباً اصلی باقی مانده‌اند، پیشنهاد شده‌است که موزه معدن که اکنون به‌طور موقت در پانسیو قرار دارد، در لونا واقع شود. بزرگترین مشکل، اتصالات حمل و نقل جزیره است.